# Otto von Bothmer
Otto Reichsgraf von Bothmer (* 4. Oktober 1865 in Wiesbaden; † 22. März 1918 auf Schloss Bothmer) war als Fideikommissherr der größte Grundbesitzer im Klützer Winkel und Mitglied des Deutschen Reichstags.

## Leben
Otto von Bothmer war der Sohn von Ludwig Georg Otto Friedrich Graf von Bothmer (1835–1894), dem siebten Majoratsherrn auf Bothmer, und dessen Frau Bertha, geb. Freiin von Orgies genannt von Rutenberg, einer Tochter von Otto von Orgies-Rutenberg.
Er besuchte das Katharineum zu Lübeck und das Friedrich-Franz-Gymnasium (Parchim) und studierte Landwirtschaft an der Friedrichs-Universität Halle.
Nach dem Tod seines Vaters wurde er 1894 als achter Majoratsherr Inhaber des Bothmerschen Fideikommisses und damit Besitzer der Güter Arpshagen, Hofzumfelde, Klütz (Schloss Bothmer), Hohen-Schönberg, Brook, Christinenfeld, Elmenhorst, Goldbeck, Grundshagen, Hofe, Steinbeck, Stellshagen, Parin und Zarnewitzerhagen – insgesamt über 7800 Hektar Land. Weiter war er Leutnant des Dragoner-Regiments Nr. 17 und der Landwehr sowie Ehrenmitglied des Kriegervereins Klütz.
Von 1907 bis 1912 war er Mitglied des Deutschen Reichstags für den Reichstagswahlkreis Großherzogtum Mecklenburg-Schwerin 1 (Hagenow, Grevesmühlen) und die Freisinnige Vereinigung.
Graf Bothmer war von 1892 bis 1898 mit Elisabeth Edle von Planitz (1871–1954) verheiratet und seit 1906 mit Jettine Gräfin Blumenthal (1868–1945). Nachkommen sind nicht bekannt. Der Fideikommiss Bothmer kam an seinen Cousin Alfred Felix Reichsgraf von Bothmer (1859–1934), den Sohn von Hippolyt von Bothmer aus dessen zweiter Ehe mit Mary (Minnie), geb. Young (1836–1901).